# Howe (Oklahoma)
Howe é uma cidade  localizada no estado norte-americano de Oklahoma, no Condado de Le Flore.

## Demografia
Segundo o censo norte-americano de 2000, a sua população era de 697 habitantes.
Em 2006, foi estimada uma população de 721, um aumento de 24 (3.4%).

## Geografia
De acordo com o United States Census Bureau tem uma área de
4,0 km², dos quais 4,0 km² cobertos por terra e 0,0 km² cobertos por água.

## Localidades na vizinhança
O diagrama seguinte representa as localidades num raio de 20 km ao redor de Howe.